# 諸富站
諸富站（日语：／ Morotomi eki */?）是位於佐賀縣佐賀郡諸富町大字為重，日本國有鐵道（國鐵）佐賀線的鐵路車站（廢站）。順帶一提，車站所在地的地名「諸富」的日文讀法是，但是車站名稱的讀法是。

## 歷史
- 1935年（昭和10年）5月25日：國有鐵道佐賀線佐賀至筑後大川之間開業，此站啟用[1]。當時為一般車站[1]。
- 1971年（昭和46年）10月20日：結束行李起卸業務[2]，同時客運車站無人化[3]。
- 1984年（昭和59年）2月1日：結束貨運業務[1]。
- 1987年（昭和62年）3月28日：隨著佐賀線全線廢除，此站也被廢除[1]。

## 車站構造
在廢站前，此站有許多側線，另外設有1面2線的相對式月台，當時可進行列車交會。此站只有運輸要員當值，在客運業務上是無人車站，但是在車站廢除前，此站再次設有職員負責售票，販賣硬式車票和許廢除紀念入場票。另外，在1970年代前，此站靠近瀨高站一方設有分支，連接味之素九州工場。

## 現狀
在廢站後，遺址建設了町立體育館（現時：佐賀市立諸富文化體育館）和產業振興會館。月台已經被撤走，只剩下紀念碑。

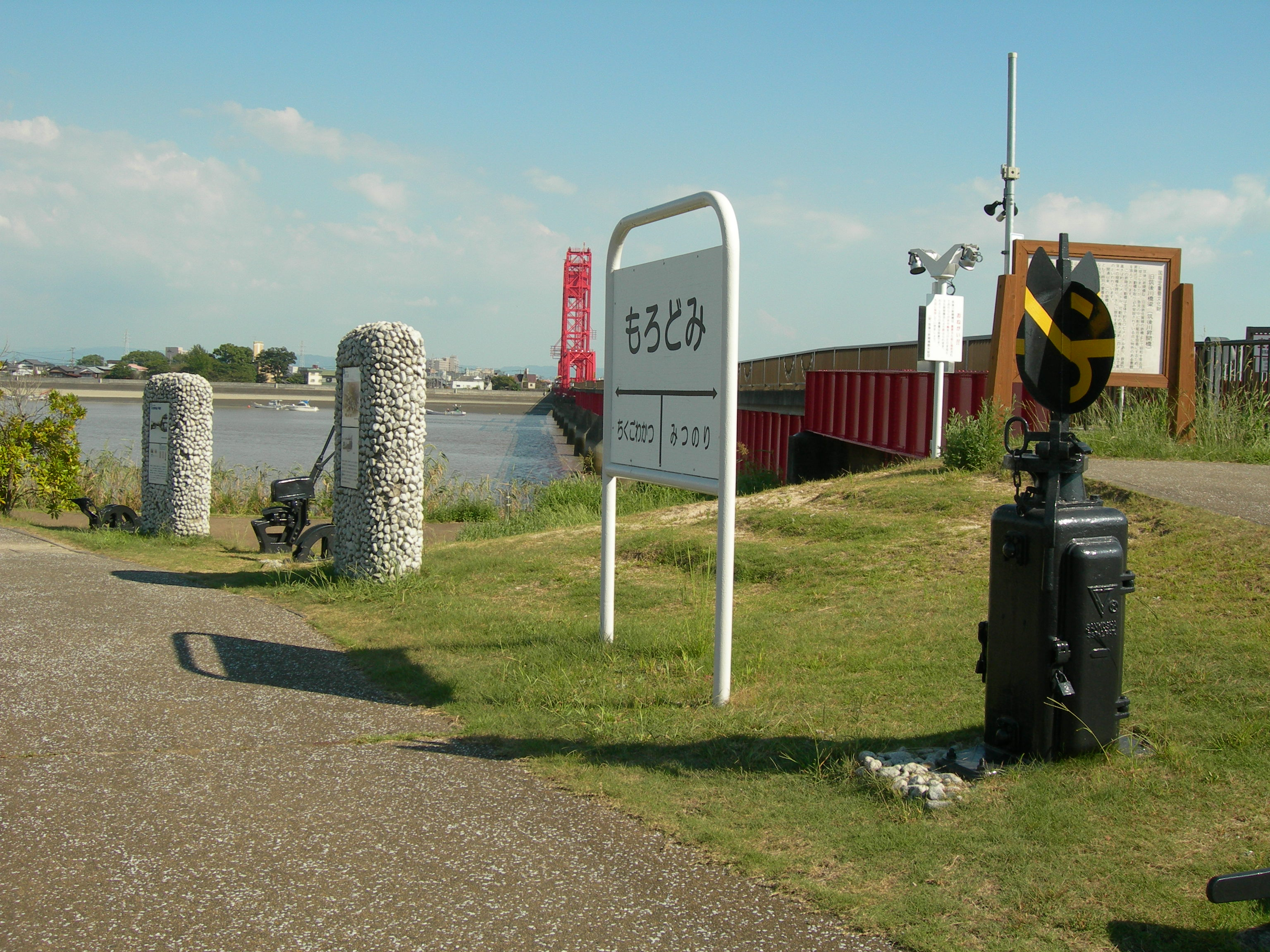
筑後川昇開橋和諸富站的展板（2011年9月）

## 相鄰車站
日本國有鐵道（國鐵）
佐賀線
光法－諸富－（筑後川信號場）－筑後若津

## 注腳
1. 1 2 3 4 5 6  石野哲 (编). . JTB. 1998: 718. ISBN 978-4-533-02980-6 （日语）.
2. ↑  . 官報. 1971-10-19.
3. ↑  . 鐵道公報（日语：鉄道公報） (日本國有鐵道總裁室文書課). 1971-10-19: 4 （日语）.

## 相關項目
- 日本鐵路車站列表 Mo